# Эльблонгское соглашение
Эльблонгское соглашение — документ, который был подписан между Республикой Соединённых провинций и Швецией 11 сентября 1656 года в городе Эльблонг. Суть соглашения заключалась в защите голландского торгового влияния в Балтийском море.

## История
Территория Нижних Земель значительно уступала соседним землям в количестве и качестве участков, пригодных для ведения сельскохозяйственной и промышленной деятельности. Поэтому, голландцы вынуждены были рассчитывать на импорт продукции для покрытия внутренних потребностей. Дефицит леса для кораблестроения, металлов и зерна покрывался благодаря торговле со странами Балтики, поставлявшими в Республику Соединенных Провинции все эти товары. Помимо этого, страны Балтики являлись основными рынками сбыта для голландской продукции — сельди, сыра, кораблей, полотна, пушек, сукна. Ключевым моментом является то, что основой голландской экономики являлась торговля. Немецкие меха и вина, продукция французских мануфактур, фрукты и колониальные товары из Испании попадали в Северную Европу исключительно благодаря голландским торговым кораблям. Прибалтийское зерно отправлялось в страны Средиземноморья также с их помощью. Именно благодаря Балтийскому морю Республика Соединённых провинций смогла выйти на рынки Русского Царства и к 1650 году наладить торговые отношения через порт Архангельск.
Исключительная важность торговли через Балтийское море заключалась в том, что импорт зерна из стран Балтики привел к голландскому техническому развитию. Поскольку большинство населения было избавлено от сельскохозяйственной деятельности, они смогли сконцентрироваться на промышленности, где и достигли внушительных результатов (к примеру, кораблестроение). Таким образом, голландская экономика была подстроена под экономику стран Балтики. В XV веке, когда импорт балтийского зерна достиг наибольшего масштаба, происходят наиболее радикальные изменения в развитии голландского общества.
В 1654 году на трон Швеции взошел Карл X Густав, и среди первых его решений было возобновление войны с Польшей. Через Генеральные Штаты Республики Соединенных провинций был получен заказ на постройку 20 военных судов для Польши (для ведения ею морских сражений с Русским Царством). Помимо преследования цели исключить голландское торговое влияние в Балтийском море, Швеция не могла допустить усиления и преобладания польского флота над своим. В 1655 году во время собрания в риксдаге государственный канцлер Оксенштерна заявил, что наибольшее влияние в Балтийском море должно принадлежать шведскому королю. После этого, Карл X Густав при поддержке 40 кораблей вышел в море и высадился у Волгаста, где получил информацию о том, что голландский флот под командованием адмирала Тромпа вышел в Балтийское море. В конце июля 1655 года возле Данцига (Гданск) появилась эскадра под командой лейтенант-адмирала Якоба ван Вассенара Обдама в количестве 42 кораблей и экипажем в 6400 человек. К 1656 году Карл Х Густав добивается от Республики Соединенных провинций гарантий оказания ему военной и финансовой поддержки в прибалтийских владениях взамен на предоставления для голландцев торговых гарантий и льгот в Балтийском море (Гаагский договор 27 июля 1655 год ). Поскольку у шведов в союзниках была Англия, голландцы не торопились предоставлять поддержку Карлу Х Густаву, поскольку опасались удара в тыл со стороны английских войск, а также усиления влияния Дании. Республика Соединённых провинций ежедневно терпела убытки из-за войны, поскольку невозможной была торговля со странами Прибалтики, охваченных войной. Поэтому 4 августа 1656 года Генеральные штаты настояли на очередных переговорах о прекращении военных действий.

## Подписание
Генеральные Штаты первыми приняли решение о выходе из Северной войны. Однако требования, выдвинутые к Карлу Х Густаву, носили настолько ярко выраженный антишведский характер, что последний всерьез задумался о разделе торгового влияние в Балтийском море с датчанами, а не с голландцами. Голландцы, ранее развернувшие блокаду города Данциг (Гданьск), принуждали его жителей к миру с Карлом Х Густавом и вступлению в коалицию с шведами. Однако жители этого города категорически были против нарушения их клятвы верности польскому королю. В польском городе Эльблонг 11 сентября 1656 года было подписано голландско-шведское соглашение. Согласно этому документу Карл Х Густав гарантировал Республике Соединённых провинций беспрепятственную торговлю в Балтийском море, гарантии свободного мореплавания и взаимовыгодные таможенные тарифы. Соглашение было подписано уполномоченными голландцами, однако после их возвращения домой Генеральные Штаты отказались признавать и выполнять Эльблонгское соглашение, поскольку некоторые пункты гарантировали Карлу Х Густаву единоличные полномочия при принятии решения о назначении размера суммы пошлин на импорт/экспорт.

## Последствия
Генеральные Штаты Республики Соединенных провинций остались недовольными подписанным соглашением в Эльблонге и отказались его выполнять. Впоследствии Ян де Витт смог убедить Генеральные Штаты в необходимости разъяснения спорных пунктов с шведской стороны, а не в полном отказе в ратификации. Однако оппозиция во многих городах Республики во главе с Кунрадом ван Бёнингеном выступила с требованием несоблюдения Эльблонгского соглашения. Чтобы окончательно договориться об разделении торгового влияния в Балтийском море, в 1659 году в Гааге был достигнут компромисс, который урегулировал спорные пункты в Эльблонгском соглашении от 1656 года. Из-за возобновления наступления Карлом Х Густавом на Данию Генеральные Штаты приняли решение послать весь голландский флот и наёмное войско, чтобы помочь датчанам. В ноябре 1658 года голландский флот наносит решающий удар по шведскому флоту в сражении при Эресунне (в котором погиб вице-адмирал Витте Корнелисзон де Витт).
Потеря шведами Копенгагена, доминирование голландского флота в Балтийском море привели к тому, что в декабре 1659 года в ходе переговоров в Хельсингёре было достигнуто соглашение между голландской и шведской сторонами.